# Biette
Die Biette ist ein Bach im Norden von Frankreich, der im Département Pas-de-Calais der Region Hauts-de-France südwestlich der Stadt Béthune verläuft.

## Geografie

### Verlauf
Die Biette entspringt im Gemeindegebiet von Diéval, entwässert generell Richtung Nordost durch die Landschaft des Artois und mündet nach rund neun Kilometern im Gemeindegebiet von Bruay-la-Buissière als linker Nebenfluss in die Lawe.

### Orte am Fluss
(Reihenfolge in Fließrichtung)
- Diéval
- Ourton
- Divion
- Bruay-la-Buissière